# Drosophila bipolita
Drosophila bipolita är en tvåvingeart som beskrevs av Elmo Hardy 1965. Drosophila bipolita ingår i släktet Drosophila och familjen daggflugor.
Artens utbredningsområde är Hawaii.